# Остапощково
Оста́пощково (Остапошково; бел. Аста́пашкава) — озеро в Лепельском районе Витебской области Белоруссии. Относится к бассейну реки Дива.

## Описание
Озеро Остапощково располагается в 29 км к северо-востоку от города Лепель и в 0,9 км к востоку от деревни Заславки.
Площадь поверхности составляет 0,06 км², длина — 0,34 км, наибольшая ширина — 0,24 км. Длина береговой линии — 1,1 км.
Берега низкие, песчаные и глинистые, в основном заболоченные, поросшие кустарником. Озеро окружено обширной заболоченной поймой. На севере впадает небольшой ручей и вытекает ручей в озеро Урода.
Водоём существенно зарастает. В воде обитают карась, плотва, линь, окунь и другие виды рыб.